# ライネック (スイス)
座標: 北緯47度28分 東経9度35分 / 北緯47.467度 東経9.583度
ライネック（ドイツ語: Rheineck）は、スイス連邦ザンクト・ガレン州の基礎自治体（ポリティッシェ・ゲマインデ）。

## 企業
- LCR社